# Helmut Deutsch
Helmut Deutsch (* 20. listopadu 1963 Saarlouis) je německý varhaník.

## Životopis
Studoval interpretaci u varhaníků: Paul Schneider, Andreas Rothkopf (Saarbrücken), Zsigmond Szathmáry (Freiburg) a Xavier Darasse (Toulouse). Po vítězství v Mezinárodní varhanní soutěži Ference Liszta v Budapešti začal koncertovat po celém světě. Je profesorem na Vysoké hudební školy v německém Freiburgu, hostujícím pedagogem Královské akademie hudby v Londýně a vyučuje na mistrovských kurzech. Natáčí varhanní hudbu pro televize i nahrávací společnosti. Je autorem mnoha transkripcí orchestrální a klavírní hudby pro varhany, zasedá také v porotách varhanních soutěží (mj. Mezinárodní interpretační soutěž Brno).
- Ceny ze soutěží:
  - 1989 - Saarbrücken
  - 1991 - Varhanní soutěž Dom zu Speyer
  - 1993 - Mezinárodní soutěž Ference Liszta Budapešť

## Diskografie
- François Couperin: Messe por les Couvents
- Louis Marchand: Te Deum
- Helmut Deutsch hraje Mozarta
- Ferenc Liszt: Transkripce
- Franz Liszt: Kompletní varhanní dílo
- 2014 Franz Schubert: Zimní cesta, Jonas Kaufmann, klavír Helmut Deutsch, Sony Music Entertainment